# Равниця (Нова Гориця)
Равниця (словен. Ravnica) — поселення в общині Нова Гориця, Регіон Горишка, Словенія. Висота над рівнем моря: 423 м.